# Johann Baptist Dorsch

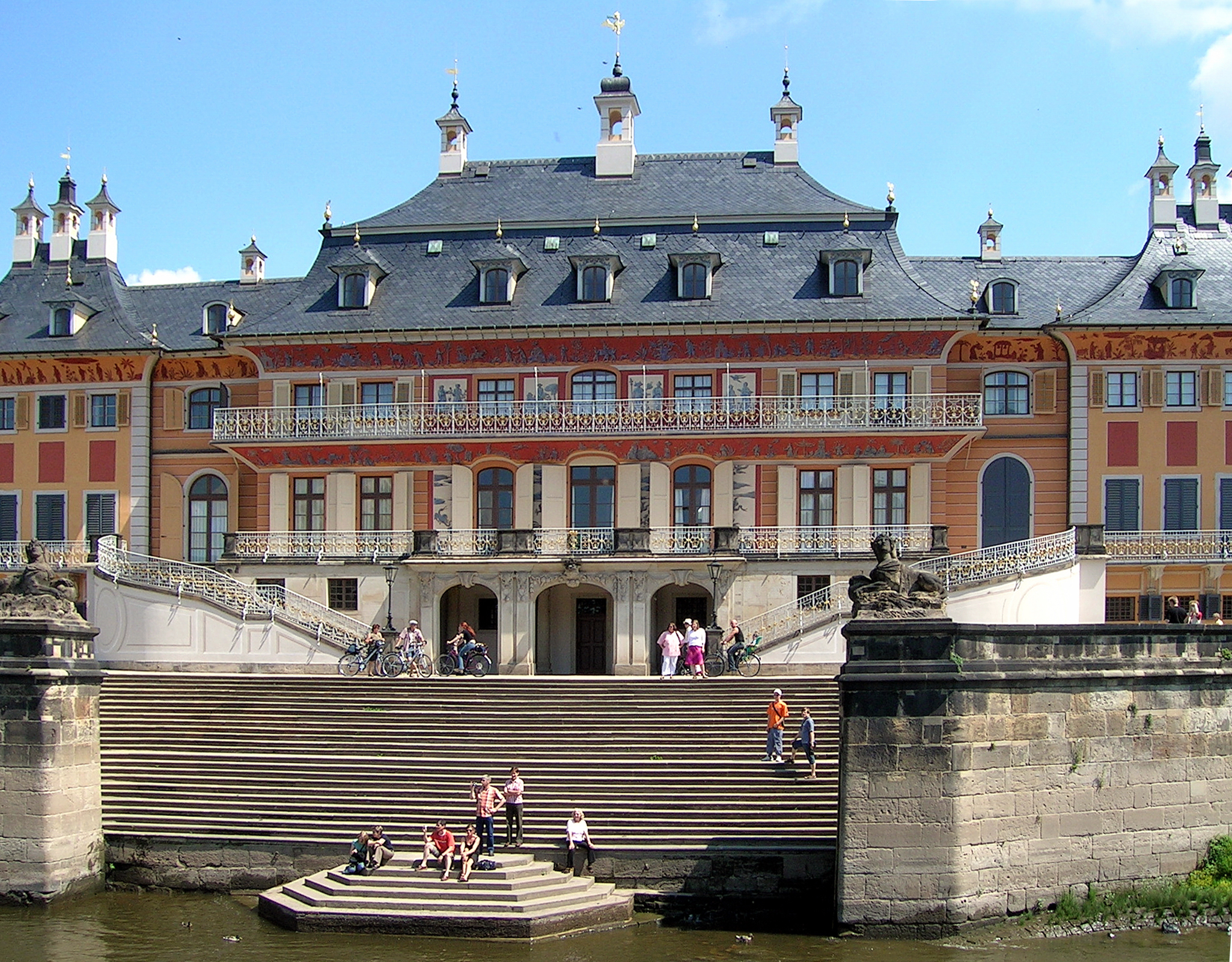
Elbseite von Schloss Pillnitz – Sphinxfiguren flankieren den Aufgang

Johann Baptist Dorsch (* 1744 in Bamberg; † 29. November 1789 in Dresden) war ein in Dresden wirkender Bildhauer.

## Leben
Dorsch war Schüler beim Hofbildhauer Ferdinand Titz in Bamberg. Anschließend im Jahr 1766 begab er sich auf eine sechsjährige Wanderschaft und einen zweijährigen Aufenthalt bei Johann August Nahl dem Älteren in Kassel, wo er seine akademische Ausbildung erhielt. Um 1775 lebte er in Dresden. Durch seine Verdienste am sächsischen Hof erhielt er im Jahre 1786 die Ernennung zum Hofbildhauer. In seiner Werkstatt arbeitete ab Anfang 1789 auch der spätere Hofbildhauer Franz Pettrich. Sein bedeutendes Werk ist zweifellos das Grabmal für den Chevalier de Saxe Johann Georg von Sachsen († 1774) auf dem Alten Katholischen Friedhof in Dresden. Neben seinen Aufträgen für den Sächsischen Hof fertigte er Marmormedaillons bedeutender klassischer Schriftsteller und römischer Kaiser. Durch den Siebenjährigen Krieg von 1756 bis 1763 wurde auch der Zwinger in Dresden stark beschädigt. Die dringenden Restaurierungsarbeiten wurden ab dem Jahr 1778 unter anderen durch die in Dresden wirkenden Bildhauer ausgeführt, wobei Dorsch als leitender Bildhauer einen Teil der Verantwortung bis zu seinem frühen Tode 1789 übernahm. Diese Arbeit leitete sein Freund und Bildhauer Thaddäus Ignatius Wiskotschill bis zur Fertigstellung im Jahre 1795 weiter. Dabei versuchten beide Bildhauer, an die Permoserepoche der Darstellung der Figuren mit mehr beschwingter und spielerischer als in der strengen klassizistischer Form anzuknüpfen. Weitere Mitwirkende waren Franz Pettrich, Anton Demmler, Johann Christian Feige der Jüngere und sieben weitere Bildhauer.
Gesundheitlich angeschlagen und verbittert über die mangelnde Würdigung seines Schaffens verstarb er mit nur 45 Jahren in Dresden.

## Künstlerischer Werdegang
Die Statue Widukinds auf dem Stallgebäude neben dem Georgenbau sowie die Deckengestaltung im Japanischen Palais. Ab 1774 schuf er gemeinsam mit Thaddäus Ignatius Wiskotschill den plastischen Schmuck am Palais Brühl-Marcolini, unter anderem zwei Sandsteinlöwen. Ebenfalls gemeinsam mit Wiskotschill ergänzte er von 1785 bis 1787 den Skulpturenschmuck im Dresdner Zwinger. Die Skulpturen wurden 1979 nach dem Wiederaufbau des Zwingers auf der Hauptstraße aufgestellt. Dorsch schuf das Grabmal des 1774 verstorbenen Chevalier de Saxe Johann Georg von Sachsen auf dem Alten Katholischen Friedhof in Dresden.

## Werke, Auswahl

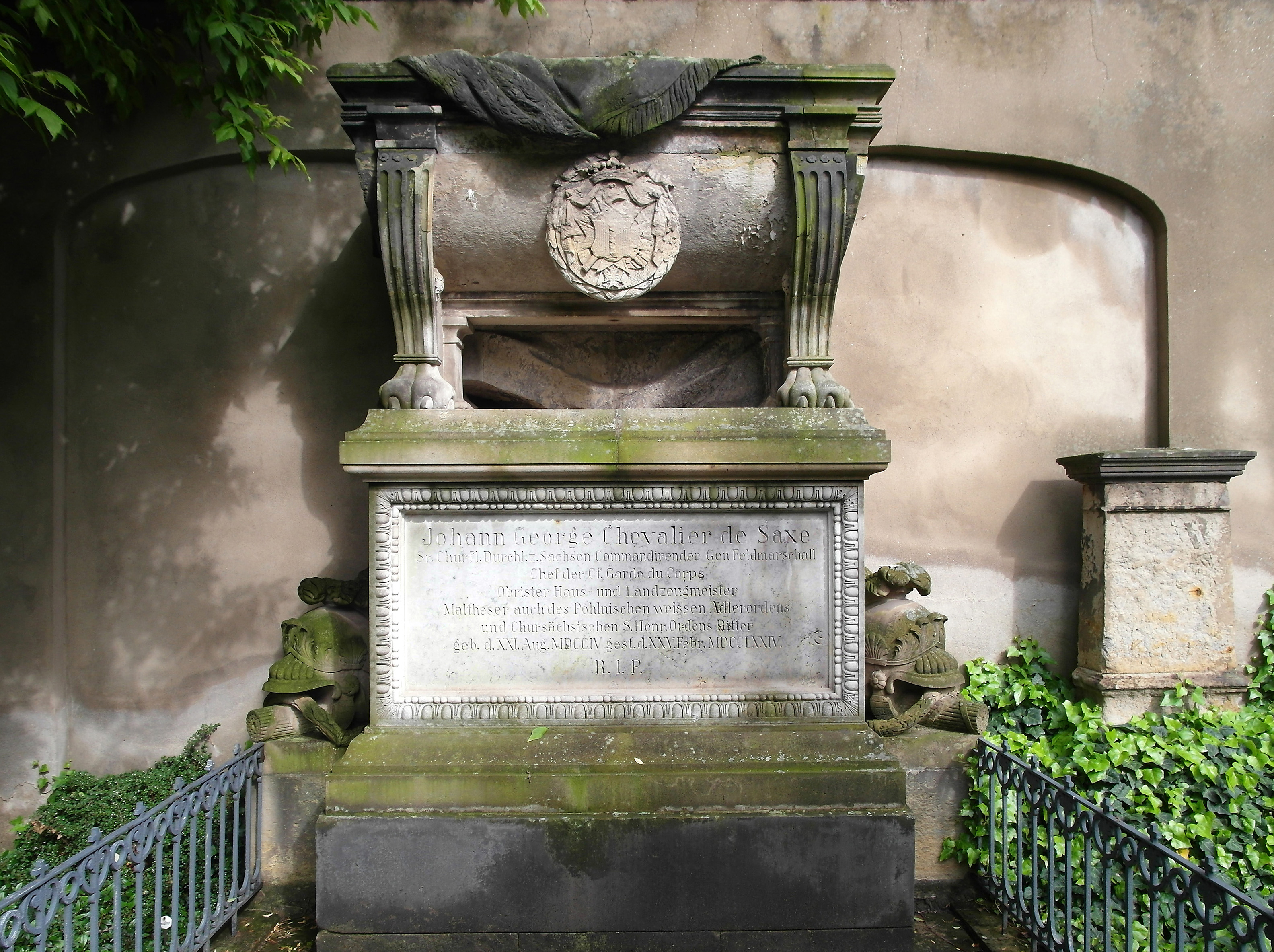
Grabmal Johann Georgs von Sachsen

- 1774: gemeinsam mit Thaddäus Ignatius Wiskotschill den plastischen Schmuck am Palais Brühl-Marcolini, u. a. zwei Sandsteinlöwen, zwei weibliche Hermen und ein großes kurfürstliches Wappen.
- nach 1774: Grabmal des Chevalier de Saxe Johann Georg von Sachsen auf dem Alten Katholischen Friedhof in Dresden.
- 1778: Zwingerrestaurierung zusammen mit Wiskotschill, mehrere Figuren im westlichen Teil und am südöstlichen Pavillon in Dresden.
- 1783 bis 1785: Deckengestaltung im Japanischen Palais,
- 1785 bis 1787: gemeinsam mit Th. I. Wiskotschill den Skulpturenschmuck im Dresdner Zwinger, diese wurden 1979 nach dem Wiederaufbau des Zwingers auf der Hauptstraße aufgestellt,
- 1785 bis 1787: Figurengruppen im Palaisgarten Johann Georg in Dresden.
- 1787: Statue Widukind auf dem Stallgebäude neben dem Georgenbau am Dresdner Schloss.